# Nuoto per salvamento ai Giochi mondiali 2022 - 100 m traino manichino con pinne femminile
La gara dei 100 m traino manichino con pinne femminile di nuoto per salvamento ai Giochi mondiali 2022 si è svolta l'11 luglio 2022 a Birmingham. Il programma non prevedeva turni preliminari ma solamente la finale.

## Risultati
| Pos | Atleta               | Nazione  | Tempo   |
| --- | -------------------- | -------- | ------- |
|     | Federica Volpini     | Italia   | 56.27   |
|     | Paola Lanzilotti     | Italia   | 58.12   |
|     | Justine Weyders      | Francia  | 58.83   |
| 4   | Vivian Zander        | Germania | 59.17   |
| 5   | Bo Van De Plas       | Belgio   | 59.60   |
| 6   | Antia Garcia Silva   | Spagna   | 59.61   |
| 7   | Lola Caballero Fuset | Spagna   | 1:01.72 |